# Heavy Rotation (Anastacia-album)
A Heavy Rotation Anastacia amerikai pop-rock énekesnő ötödik albuma és negyedik stúdióalbuma. 2008 októberének végén jelent meg Európában, Ázsiában és Ausztráliában, majd 2009 elején a világ többi részén. A dal a 10. helyre került a Billboard magazin netes szavazás alapján összeállított
2008 tíz legjobb albuma listáján.

## Az albumról
Anastacia az album készítéséről egy interjúban: „Valószínűleg ez az egyik leggyorsabban elkészült album a világon. Nem tudom, miért, de nekem soha nincs könnyű dolgom, hol rákos vagyok, miközben albumot készítek, vagy csak két napom van rá. Áprilisban írtam alá az új lemezszerződést, és az album már kész is – 13 dal, de épp csak hogy. Az egésznek az írása, a felvétele és a produkciója szupergyorsan zajlott.” Honlapján ezt írta: „Olyan gyorsan elkészült az album, hogy fogalmam nem volt, milyen hangzása lesz, mit fogok mondani rajta. Gondoltam, hogy lesz pár szerelmes dal, de nem számítottam rá, hogy ennyire boldog album lesz. Még azok a dalok is, amiket nem én írtam, csak választottam, pozitívak – semmi Left Outside Alone és I’m Outta Love, csupa I Can Feel You és Heavy Rotation. […] A zene is más, mint az Anastacia albumon, sokkal inkább a lélekhez szóló. Jobban kapcsolatban állok a belső énemmel, a lelkemmel. Úgy érzem, átjutottam a nehézségeken és megtaláltam a békét. Ráébredtem, hogy nem muszáj mindenben irányítanom az életemet. Jó volt elengedni magam, rájönni, hogy nem kell annyira maximalistának lennem.”
Ugyanitt ezt is írta: „Ez az album a lágyabb oldalamat mutatja meg, a gyöngédebb oldalamat, talán a nőiesebb oldalamat. Végre összhangba kerültem saját érzékiségemmel. Olyan vagyok, mint a bor: időbe telt, de az évjáratom igen népszerű. Nagyon boldog vagyok most, és azt hiszem, ez a zenémben is érződik. Néha ez a korral jár, néha kell hozzá az, amit életed során tapasztaltál. Ez a két oka van, hogy nagyon izgalmas ezt a lemezt népszerűsítenem. Nagyon felpezsdítő ez a sok új lehetőség.”
A Heavy Rotation Anastacia első stúudióalbuma új kiadójánál, a The Island Def Jam Music Grouphoz tartozó Mercury Recordsnál. Megjelenését korábbra tervezte, de a kiadókkal való megbeszélések miatt későbbre tolódott. 2008. október 7-én az énekesnő hivatalos MySpace-oldalán bele lehetett hallgatni három új dalba (Absolutely Positively, Defeated, Heavy Rotation). Október 21-én egy webchat alkalmával a www.thesun.co.uk oldalon Anastacia így jellemezte az albumot: „A Heavy Rotation más hangulatú. Ez az első boldog album, amit valaha csináltam. Fogalmam sem volt róla, hogy ennyi vidám dalt tudok írni. Azt hiszem, ebből is látszik, mi most a hozzáállásom az élethez.” Ugyanebben az interjúban így nyilatkozott a címadó dalról, amiről az osztrák rajongóklubnak adott interjújában is azt mondta, hogy a kedvence: „Őrült, magával ragadó táncdal. Nagyon elégedett vagyok vele. Ritkán hallgatom a saját dalaimat, ha nem vagyok éppen fellépésen, nem kedvelem az ilyesmit, de ez a dal mindig felpörget. Kislemezen is ki fogom adni.”
Október 17-étől minden dalba bele lehetett hallgatni Anastacia német weboldalán.

## Fogadtatása
2008. szeptember 3-án Anastacia albumbemutató partit tartott a londoni, sohói Bureau Clubban. Szeptember 9-én a Capital 95.8 rádió kritikát közölt az itt elhangzott albumról, és azt írta, a Heavy Rotation az énekesnő egyik legerősebb, legváltozatosabb albuma. Az MSN is a londoni parti után írt kritikát az albumról: „Az album kicsit úgy hangzik, mint egy 'pipáljuk ki ezt is' gyakorlat, de az első fele emlékeztet arra, mi tette Anastaciát sztárrá – az a hatalmas hang –, és érdemes meghallgatni.”"
A Heavy Rotation kapott pozitív, vegyes és negatív kritikákat is. Az AllMusic kritikusa, Jon O'Brien öt csillagból négyet adott az albumnak, és kijelentette: „A Heavy Rotation, az énekesnő első stúdióalbuma öt év óta, visszafogja a gitárhangzást és utat enged a dalok jóval eklektikusabb gyűjteményének, ami a csillogó soul-funktól az akusztikus popzenéig terjed,még egy kis technóval is. […] Bár időnként giccses, átlagos R&B-be fullad, a Heavy Rotation elbűvölő és sokoldalú lemez, amin mindenhol érezhető az előadó eltéveszthetetlen hangja és egyénisége.” Maddy Costa, a The Guardian munkatársa vegyes értékelést adott az albumra: „Nőiessége vadfeminista: tele van I Will Survive-féle himnuszokkal, melyek táncra késztetik a nőket. Hallgatni őket kimerítő, de annyira sugárzik belőlük az optimizmus, hogy nem lehet nem szeretni őket.” Alex Fletchert a Digital Spytől kevésbé nyűgözte le az album. „Még elválik, hogy akik megvásárolták Anastacia első három albumát, kedvelni fogják-e a negyediket. […] Mindenki másnak azonban túl hátborzongató lesz ahhoz, hogy sokszor egymás után végighallgassák.” A Daily Mirror dicsérte a Heavy Rotationt.
Az ausztrál The Independent Weekly kedvező kritikát adott az albumnak: „A Heavy Rotation egy lenyűgöző előadó győzelmes visszatérése, olyasvalakié, aki megjárta a fájdalom útját és erősebbé vált, mint valaha volt.” A BBC Music azt írta: „Összefoglalva: ez egy boldog Anastacia. Eltűntek előző albuma sötét hangulatú dalai, helyettük lágy balladák és vidám diszkódallamok hallhatóak. Az élet napos oldala jól láthatóan jót tesz neki, ahogy együttműködése is Guy Chambersszel. Folytatódjon még sokáig!”

## Turné
Anastacia egy 2009-es internetes interjúban beszélt először a turnéról, és bejelentette, hogy több kontinensre is szeretne ellátogatni, de az, hogy az albumból világszerte viszonylag kevés kelt el, illetve a pénzügyi válság miatt megváltoztatta terveit. „Lesz turné, de még mindig nem döntöttem el, mikor. Úgy tűnik, 2009 közepétől végéig. Tudom, hogy más vagyok, mint más előadók, de nem szeretek albummegjelenés után rögtön turnéra indulni. Szeretném, ha az emberek meghallgatnák a zenémet és már ismernék a koncertek előtt. Nekem magamnak is meg kell értenem az albumot, mielőtt turnét tudnék tervezni neki. Csak azt tudom megerősíteni, hogy világ körüli turné lesz. Először Ázsiába és Ausztráliába megyek, aztán teszek egy nagy kört Európában, végül Amerika jön. Úgy van értelme, hogy Amerikába menjek utoljára, mert ott jelenik meg utoljára az album.” – jelentette ki az énekesnő.
A turné végül csak Európát járta be, 2009. június 4. és szeptember 13. között, és 35 koncertet adott.

## Dallista
| #                | Cím                       | Szerző                                                                                | Producer                                       | Hossz |
| ---------------- | ------------------------- | ------------------------------------------------------------------------------------- | ---------------------------------------------- | ----- |
| 1.               | I Can Feel You            | Charles Harmon, Shaffer Smith                                                         | Chuck Harmony                                  | 3:49  |
| 2.               | The Way I See It          | Anastacia, Andrew Frampton, Jamie Jones, Jason Pennock, D'Myreo Mitchell, Jack Kugell | Lester Mendez, Frampton, The Heavyweights, REO | 3:28  |
| 3.               | Absolutely Positively     | Harmony, Smith                                                                        | Harmony                                        | 4:20  |
| 4.               | Defeated                  | Anastacia, Jonathan Rotem, Damon Sharpe                                               | Rotem                                          | 3:55  |
| 5.               | In Summer                 | Anastacia, Guy Chambers, Rico Love                                                    | Harmony                                        | 4:07  |
| 6.               | Heavy Rotation            | Rodney Jerkins, Frankie Storm                                                         | Darkchild                                      |       |
| 7.               | Same Song                 | Anastacia, Chambers                                                                   | Lester Mendez                                  | 3:56  |
| 8.               | I Call It Love            | Anastacia, Frampton, Jones, Pennock, Kugell                                           | Andrew Frampton, The Heavyweights, REO         | 3:37  |
| 9.               | All Fall Down             | Anastacia, Chambers                                                                   | Mendez                                         | 3:04  |
| 10.              | Never Gonna Love Again    | Anastacia, Chambers                                                                   | Harmony                                        | 3:30  |
| 11.              | You'll Be Fine            | Anastacia, Mendez, Sharpe                                                             | Mendez                                         | 3:38  |
| iTunes bónuszdal |                           |                                                                                       |                                                |       |
| 12.              | Beautiful Messed Up World | Anastacia, Frampton, Jones, Pennock, Mitchell, Kugell                                 | The Heavyweights                               | 3:09  |
| 13.              | Naughty                   | Anastacia, Mendez, Sharpe                                                             | Mendez                                         | 3:33  |

### Észak-amerikai digitális kiadás
1. Beautiful Messed Up World – 3:09
2. The Way I See It – 3:29
3. Defeated – 3:55
4. In Summer – 4:05
5. Heavy Rotation – 3:25
6. Absolutely Positively – 4:21
7. Same Song – 3:56
8. You'll Be Fine – 3:39
9. I Can Feel You – 3:49
10. I Call It Love – 3:38
11. Never Gonna Love Again – 3:33

### Digital deluxe edition
(Az első 11 dal megegyezik az észak-amerikai kiadáséval)
1. All Fall Down – 3:07
2. Naughty – 3:33
3. Absolutely Positively (Moto Blanco Radio Mix) – 3:55
4. I Can Feel You (Mousse T. Remix) – 3:25
5. I Can Feel You (Max Sanna & Steve Pitron Club Mix) – 7:51
6. I Can Feel You (Music Video) – 3:42

## Kislemezek
Az első kislemez, az I Can Feel You videóklipjét Chris Applebaum rendezte és Los Angelesben forgatták; a VH1 Europe az év 100 legjobb videóklipje közt a 40. helyre sorolta. A második, az Absolutely Positively klipjét Londonban forgatták, rendezője Nigel Dick, aki korábban az I’m Outta Love és a Cowboys & Kisses klipjét is rendezte. A harmadik kislemez a Defeated lett, de az Absolutely Positivelyhez hasonlóan ez is csak promóciós kislemezként jelent meg, és videóklipet sem forgattak hozzá.
- I Can Feel You (2008. október 10.)
- Absolutely Positively (2009. február 28.)
- Defeated (2009. március 23.)

## Helyezések
| Slágerlista                       | Legmagasabb helyezés |
| --------------------------------- | -------------------- |
| Ausztrál albumslágerlista         | 47                   |
| Belga albumslágerlista (Flandria) | 43                   |
| Belga albumslágerlista (Vallónia) | 39                   |
| Brit albumslágerlista             | 17                   |
| Cseh albumslágerlista             | 17                   |
| Dán albumslágerlista              | 31                   |
| Európai Top 100 albumslágerlista  | 6                    |
| Finn albumslágerlista             | 30                   |
| Francia albumslágerlista          | 60                   |
| Görög albumslágerlista            | 7                    |
| Holland albumslágerlista          | 15                   |
| Ír albumslágerlista               | 45                   |
| Lengyel albumslágerlista          | 80                   |
| Magyar albumslágerlista           | 31                   |
| Német albumslágerlista            | 13                   |
| Norvég albumslágerlista           | 28                   |
| Olasz albumslágerlista            | 6                    |
| Orosz albumslágerlista            | 3                    |
| Osztrák albumslágerlista          | 6                    |
| Portugál albumslágerlista         | 21                   |
| Spanyol albumslágerlista          | 3                    |
| Svájci albumslágerlista           | 3                    |
| Svéd albumslágerlista             | 15                   |

| Ország     | Minősítés  | Elkelt példányszám |
| ---------- | ---------- | ------------------ |
| Svájc      | Aranylemez | 15 000             |
| Svédország | Aranylemez | 20 000             |

## Megjelenési dátumok
| Dátum                             | Ország             | Kiadó                            |
| --------------------------------- | ------------------ | -------------------------------- |
| 2008. október 24.                 | Németország        | Universal Music                  |
| 2008. október 24.                 | Olaszország        | Universal Music                  |
| 2008. október 24.                 | Hollandia          | Universal Music                  |
| 2008. október 24.                 | Ausztria           | Universal Music                  |
| 2008. október 24.                 | Svájc              | Universal Music                  |
| 2008. október 25.                 | Ausztrália         | Universal Music                  |
| 2008. október 27.                 | Európa             | Universal Music                  |
| 2008. október 27.                 | Franciaország      | Mercury Records, Universal Music |
| 2008. október 27.                 | Egyesült Királyság | Mercury Records                  |
| 2008. október 27.                 | Ázsia              | Universal Music                  |
| 2008. október 27.                 | Új-Zéland          | Universal Music                  |
| 2008. október 28.                 | Spanyolország      | Universal Music                  |
| 2008. december 26. (papírborítós) | Japán              | Universal Music                  |
| 2009. február 17. (csak letöltés) | Egyesült Államok   | Mercury Records                  |
| 2009. március 16. (papírborítós)  | Európa             | Universal Music                  |